# Frederik Pelder
Frederik Pelder ('s-Gravenhage, 19 januari 1918 - aldaar, 19 september 2000) was tweede luitenant-kortverband-vlieger der Militaire Luchtvaart van het Koninklijk Nederlands-Indisch Leger (ML-KNIL) tijdens het begin van de Tweede Wereldoorlog en ging met pensioen als luitenant-kolonel-vlieger-waarnemer der Koninklijke Luchtmacht.
Zijn bijnaam "Pulk" dankte Pelder aan zijn vroegere klasgenoot en latere collega Fridtjof Olsen. Doordat Pelder altijd aan zijn motor en radio's zat te pulken.

## Tweede Wereldoorlog

### Opleiding
In 1937 begint Pelder op vliegveld Ypenburg aan zijn (deels militaire) vliegersopleiding. In 1939 tekent hij voor aspirant-kortverband-vlieger-waarnemer, waarna hij automatisch naar Nederlands-Indië wordt gestuurd, waar hij met kerst dat jaar aankomt. Hij werd geplaatst op de militaire vliegbasis Kalidjati, ten noordoosten van Bandoeng. Hier vloog hij voornamelijk in een Koolhoven F.K.51 lestoestel. Op 9 februari 1942 werd Pelder beschoten door een Japans Oscar-jachtvliegtuig, en werd hierbij meerdere malen geraakt, waaronder in zijn linkervleugel. Hij wist een noodlanding op zijn buik te maken op Semplak bij Buitenzorg-Java.

### Singapore

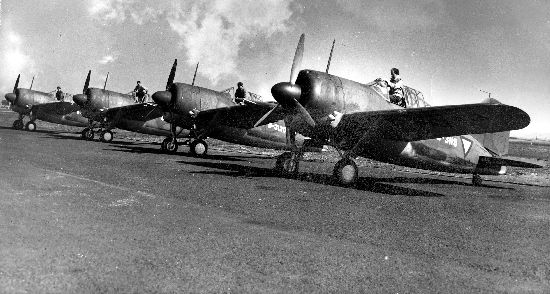
Brewster 339 van de ML-KNIL

De Nederlandse hulp aan Singapore was al voor aanvang van de vijandigheden overeengekomen. Al vanaf oktober 1940 wisselden de Britten en Nederlanders militaire informatie aan elkaar uit. In november van dat jaar hadden de eerste besprekingen plaatsgevonden tussen de Britten, Australiërs en de Nederlanders, over een gezamenlijke verdediging van het gehele gebied. Op 9 december 1941 vertrokken meerdere vliegtuiggroepen, inclusief 2-VLG-V, de groep waarbij 2e Lt. Pelder was ingedeeld, naar Singapore. In totaal werden er 27 Glenn Martin 139 bommenwerpers en twaalf Brewster 339 jagers naar Singapore gestuurd die werden gestationeerd op Kallang Airfield in Kallang.
Vanaf dit vliegveld vloog Pelder meerdere missies ter verdediging van Singapore, tijdens een van deze missies werd onder andere een Japanse torpedobootjager tot zinken gebracht door zijn groep, en werden er vier Japanse vliegtuigen neergehaald. Bij deze actie verloor één Nederlandse piloot (Sgt. Groot) zijn leven. De groep keerde op 18 januari 1942 terug naar Java. Samen met zeven andere Brewster Buffalo piloten vloog hij naar Semplak, terwijl 23 andere piloten uitweken naar Andir en Tjilitian.

### Straat Makassar
Op 23 januari was Pelder een van de betrokken vliegers die bombardementen uitvoerde op Japanse schepen in de Straat Makassar. In totaal vlogen er twintig Brewster 339's met elk twee bommen van 50kg. In totaal werden er acht 'hits' geregistreerd op vier schepen. Tijdens deze actie werd er één Brewster neergehaald door de Japanners.

### Laatste vluchteling
Pelder was de laatste ML-KNIL piloot die wist te vluchten van te Japanners. Op 9 maart 1942 vertrok vaandrig vlieger-waarnemer F.Pelder met twee Australiërs, een Nieuw-Zeelander en een Canadees in een tweemotorige Lockheed 212 met registratienummer L-201 vanaf het vliegveld Pameungpeul aan de zuidkust van Java naar Sumatra. Het toestel stond gedeeltelijk vernield op het vliegveld. Via Medan, en het vliegveld Lho-Nga bij Koeta Radja te Atjeh vertrok Pelder op 11 maart naar Colombo (Ceylon) waar hij na ongeveer 10 uur vliegen aankwam zonder vliegkaart en radio.
Het bijzondere van deze vlucht is tweeledig. De vlucht vond plaats een dag na de capitulatie van Nederlands-Indië waardoor Pelder tot de groep Engelandvaarders kon worden gerekend. Daarnaast kon de vlucht van meer dan 1500 mijl alleen worden gemaakt met een provisorisch brandstofsysteem. Twee extra benzinetanks achter zijn vliegtuigstoel, een trechter, en een slang die door de romp naar de vuldop van de linkervleugel toeging zorgden ervoor dat Pelder niet halverwege, door brandstoftekort in zee zou storten. Normaal kan een Lockheed vier uur en een kwartier in de lucht blijven, terwijl de vlucht, door de afstand, minstens zes uur moest duren. Ondanks de dreiging van brandstoftekort was het enige probleem waar Pelder zich zorgen om maakte, de Japanse jachtvliegers die het luchtruim scherp in de gaten hielden. Een jachtvlieger kon met één enkel salvo de Lockheed het luchtruim uitschieten. Wonder boven wonder kwam Pelder geen enkele Japanner tegen. Het toestel is later overgedragen aan de RAF in Brits-Indië. Pelder zou later naar Australië vertrekken om zich daar aan te sluiten als vlieger bij het No. 18 (Netherlands East Indies) Squadron van de ML-KNIL aldaar.

## Onderscheidingen

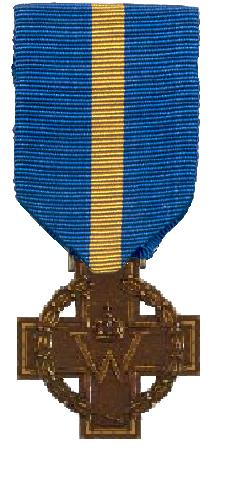
Kruis van Verdienste op 4 februari 1943
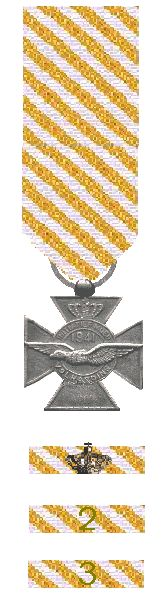
Vliegerkruis per KB op 9 december 1949